# Yzernay
Yzernay é uma comuna francesa na região administrativa da Pays de la Loire, no departamento de Maine-et-Loire. Estende-se por uma área de 40,66 km². Em 2010 a comuna tinha 1 857 habitantes (densidade: 45,7 hab./km²).

## Demografia
| 1962 | 1968 | 1975 | 1982 | 1990 | 1999 | - | - | - |
| --- | ---- | ---- | ---- | ---- | ---- | - | - | - |
| 1288 | 1283 | 1421 | 1545 | 1634 | 1576 | - | - | - |
| Para os censos de 1962 a 2006 a população legal corresponde à popolução sem duplicidades, segundo define o INSEE. |      |      |      |      |      |   |   |   |